# Танцююча людина
«Танцююча людина» (англ. Dancing Man) — фотографія, знята невстановленим фотографом 15 серпня 1945 року в Сіднеї, Австралія. На ній зображений чоловік, який танцює на вулиці від радості, дізнавшись, що закінчилася Друга світова війна. Фотографія стала широко відома в Австралії. У 2005 році вона з'явилася на ювілейних австралійських 1-доларових монетах, присвячених 60-річчю перемоги. Чоловік на фото так і не був до кінця ідентифікований.